# 頓巴斯戰爭期間的人道主義危機
2014年－2015年烏克蘭親俄羅斯武裝衝突指的是2014年2月開始的一系列事件，要求烏克蘭東部和南部的俄語地區併入俄羅斯。其中，克里米亞在經過公投後宣佈獨立並隨後加入俄羅斯聯邦，而在頓涅茨克州及盧甘斯克州等地爆发了顿巴斯战争，親俄民眾佔領了政府建築並升起俄羅斯國旗，局勢持續動盪，進一步引起外界擔憂烏克蘭爆發內戰拖累全球經濟。該波衝突亦間接導致馬來西亞航空17號班機被擊落之意外。

## 衝突時間表

### 9月5日停火協議以前
4月16日晚，大約300親俄抗議者襲擊了馬里烏波爾的烏克蘭軍事單位，包括投擲汽油彈。烏克蘭內政部長阿爾森·阿瓦科夫表示軍隊被迫開火，擊斃三名襲擊者。4月23日，形勢依然緊張，顿涅茨克州各地都有親俄武裝分子試圖並成功佔領一些城鎮的主要政府大樓。歐安組織的觀察員表示斯洛維揚斯克的行政大樓、單位建築、警察局仍然重兵把守。4月24日，烏克蘭軍隊進行了一系列的探測攻擊斯洛維楊斯克的親俄武裝分子。自稱是斯洛維楊斯克市長的維亞切斯拉夫宣佈：「我們將把這個小鎮變成斯大林格勒」。烏克蘭政府4月25日表示，它將「完全封鎖斯洛維楊斯克之城」，並繼續會繼續反恐工作。5月11日，烏克蘭東部獨立公投期間，一批國民警衞隊闖頓涅茨克州紅軍城的市政廳，驅散參與公投的民衆。此舉引起親俄分子不滿，他們重新聚集，向軍隊發起衝擊，後來遭政府軍槍擊，至少一死一傷。在頓涅茨克州衝突熱點斯拉維揚斯克市，親俄武裝分子與包圍該市的政府軍，連續兩天為爭奪一座電視塔交火。基輔政府指裝備訓練精良的武裝分子，5月12日向電視塔射14枚榴彈砲，政府軍開槍還擊，稱政府軍方面沒有死傷。5月26日，烏軍於頓涅茨克派出兩架戰鬥直升機低飛接近被武裝分子佔據的機場，開火攻擊航空管制中心，隨即冒出厚厚黑煙。直升機亦運送傘兵到機場，動用戰機包括蘇愷25和米格29戰鬥機。在奪取頓涅茨克機場的行動中，共有約五十名親俄武裝分子被擊殺，另有數十人受傷。烏克蘭東部斯洛維揚斯克5月29日有軍方直升機遭親俄武裝分子用肩托式導彈擊落，造成12名軍人死亡，包括一名將領。6月5日，烏軍在斯拉維揚斯克初嘗平亂勝仗，聲稱在24小時激戰中，重創親俄武裝分子，殺死300人，另500人受傷，政府軍僅兩死45傷。不過，親俄部隊否認死傷慘重。
6月20日，烏克蘭總統彼得羅·波羅申科提出和平建議，並實施為期一週的政府軍方面的單方停火。俄羅斯總統弗拉基米爾·普京對此表示支持。其後，波羅申科更宣佈延長停火令至6月30日。但最終，和談並沒有成果，7月1日波羅申科宣佈停火結束，政府軍繼續對烏克蘭東部的親俄分離反叛活動進行打擊，正式終結了僅僅維持了10天的停火。烏克蘭總統表示這是因為反叛者拒絕放下武器，並且還在繼續攻擊政府軍隊。7月初，烏克蘭政府軍進攻親俄羅斯分離主義者並且成功奪回了一些他們佔領的據點，包括斯拉維揚斯克。親俄分離主義者則退至頓涅茨克重新集結。

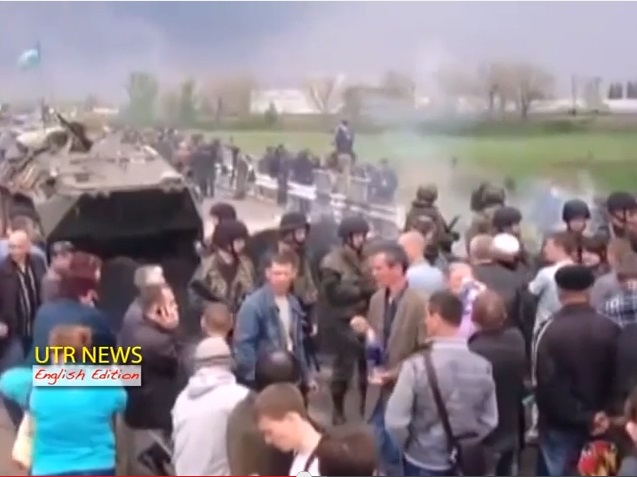
東南部俄羅斯平民以肉身阻擋烏克蘭坦克
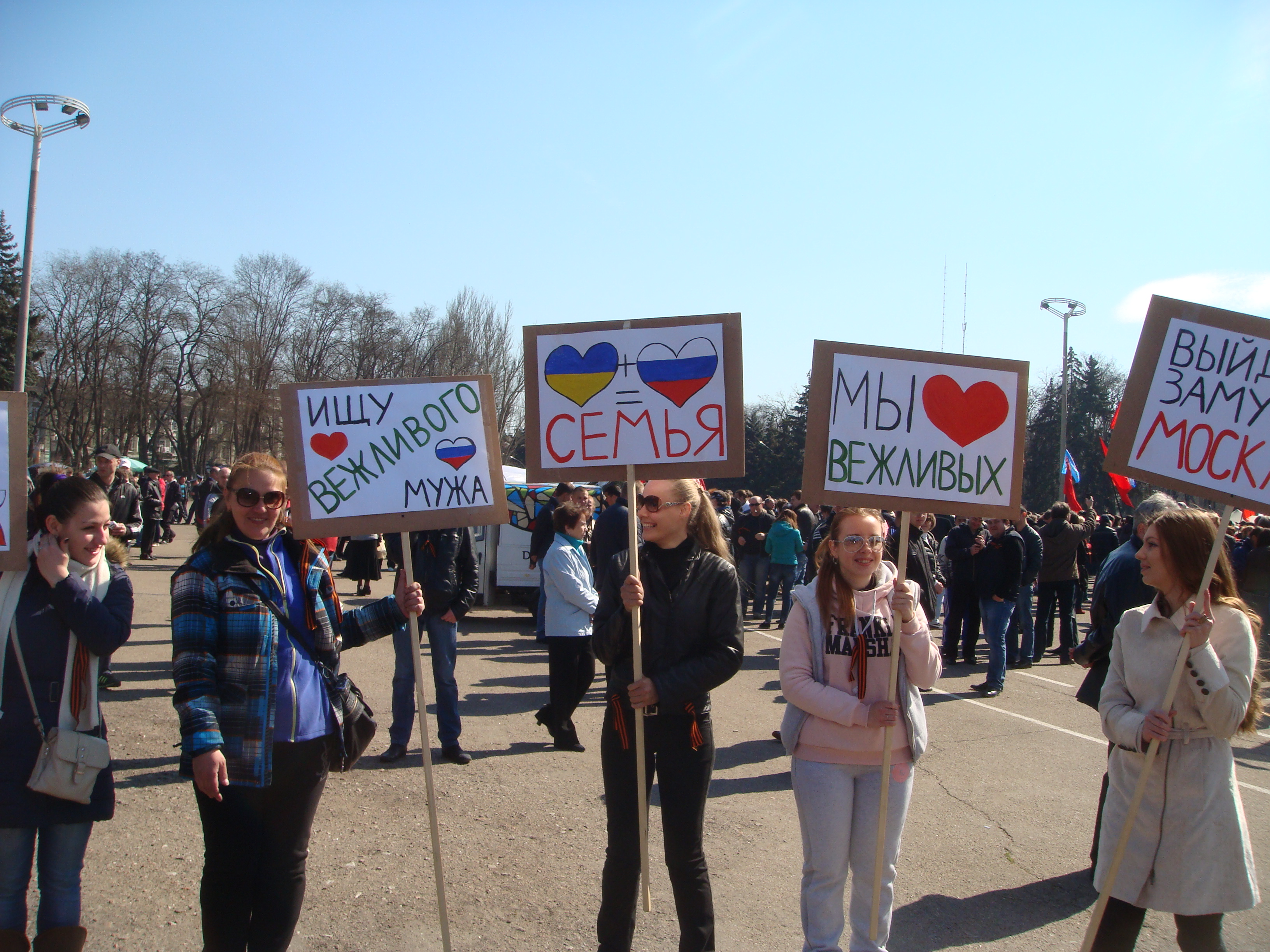
在烏克蘭的奧德薩親俄民眾
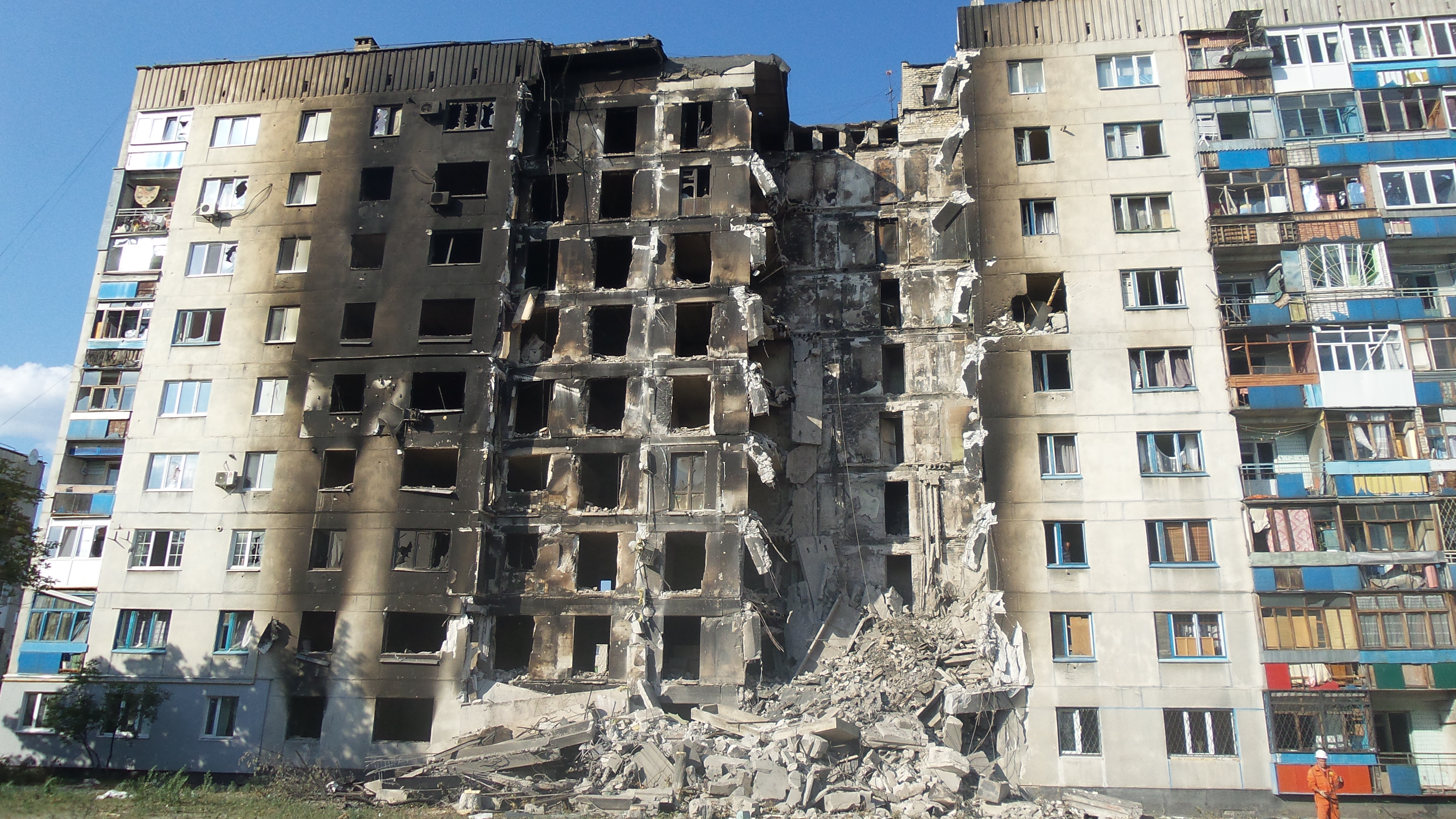
遭砲擊後的民房
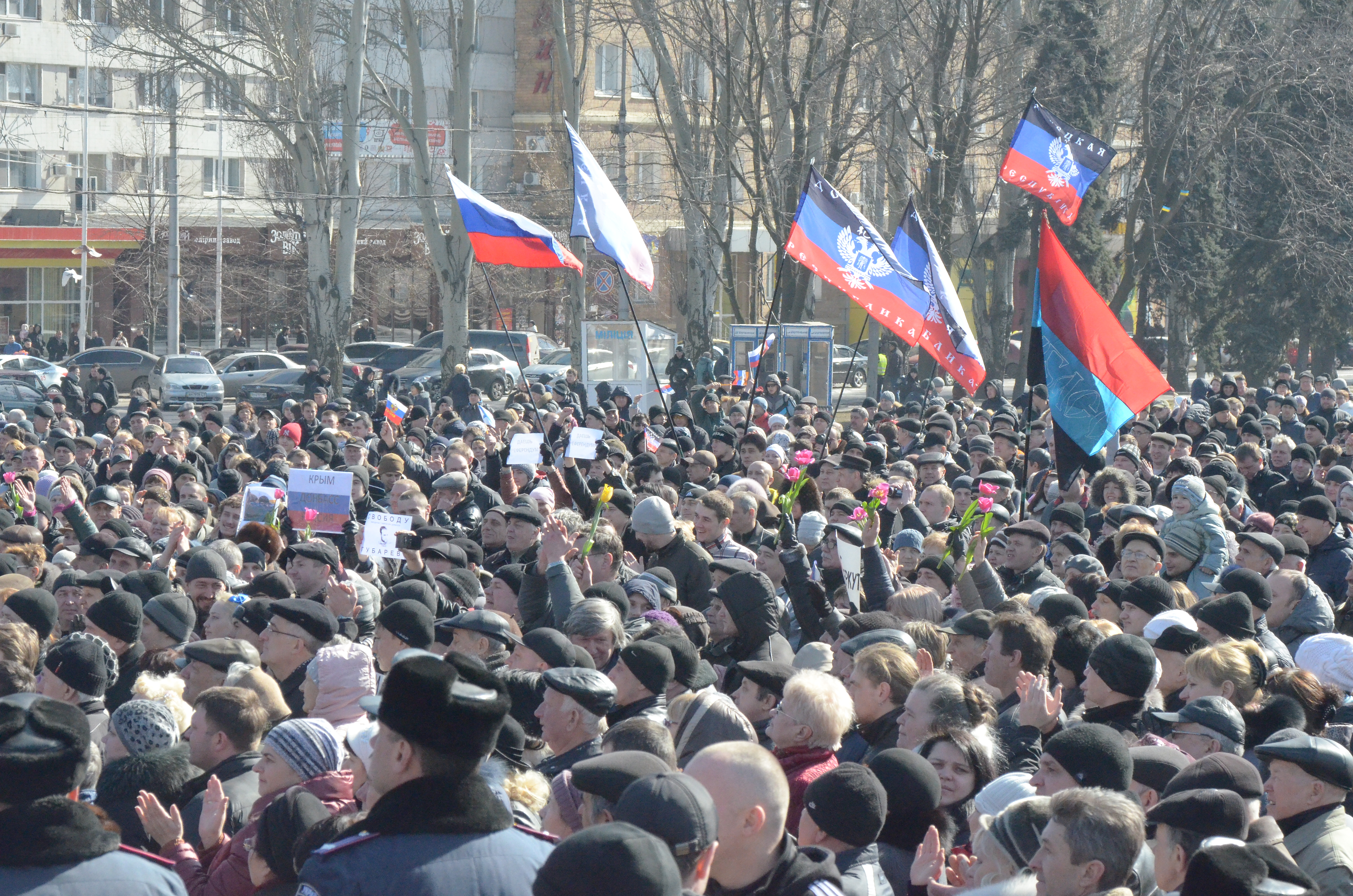
在頓內次克的親俄羅斯集會2014年3月8日。
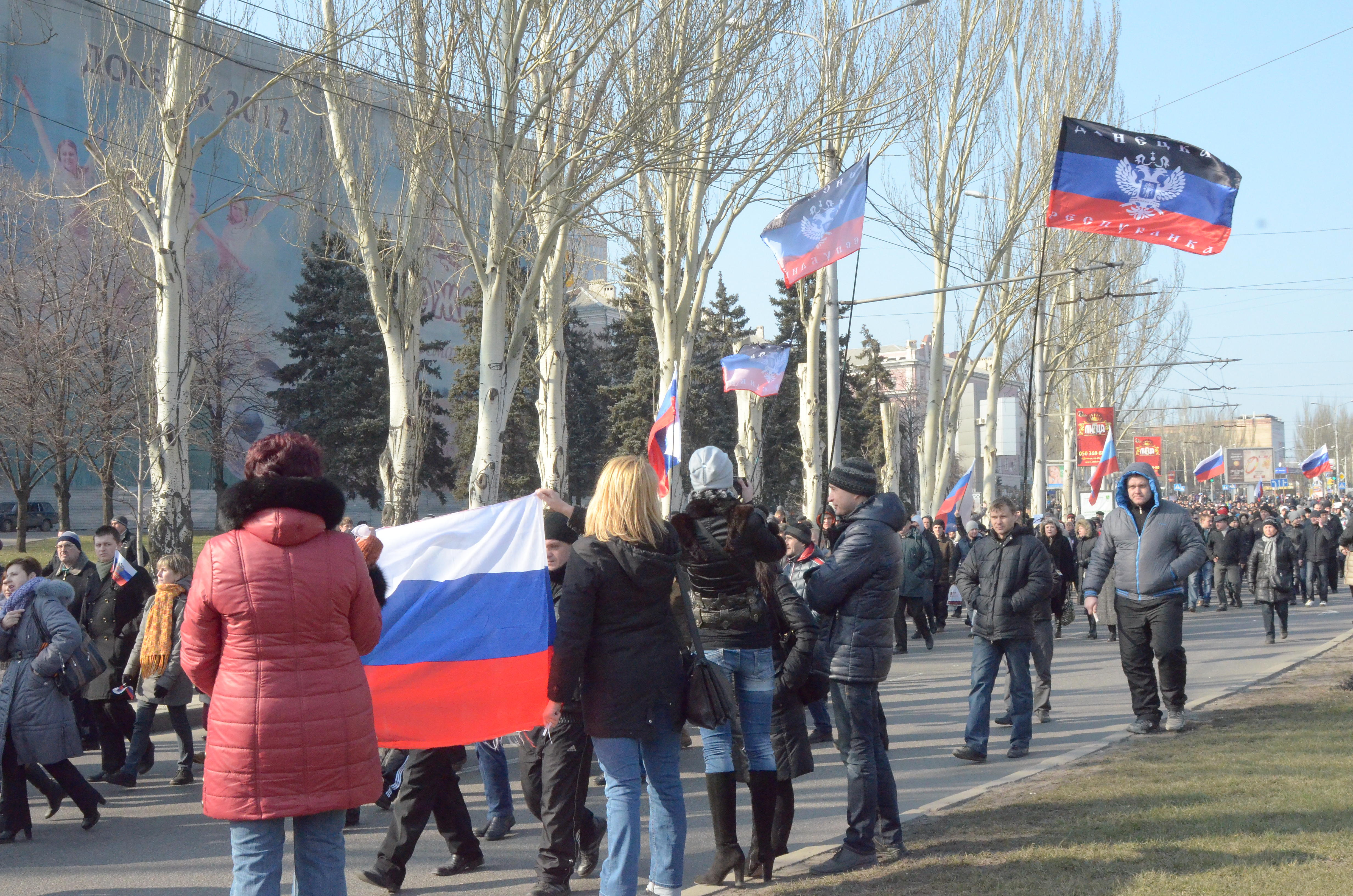
頓內次克親俄民眾上街遊行2014年3月9日。
- 3月1日頓涅次克親俄民眾的反抗佔領政府大樓影片。

### 9月5日簽訂停火協議後
9月13日，烏克蘭政府攻擊了在頓涅次克市區旁的頓涅茨克國際機場，該機場是市中心附屬設施距離頓涅次克市區域只有數百公尺，而該機場在6個月的交戰中雙方曾經數十次易手。而停火協議內容中指出重武器需後側20公里以建立緩衝區，烏軍佔領該機場將不可避免的破壞停火協議。
9月13日俄羅斯獲得國際紅十字會許可，並派遣人道主義車隊和和卡車運送，對東部民眾發放運送第一批2000噸人道主義援助物資，包含食物，醫藥，包括食品糖和奶粉、藥品、醫療設備，並讓記者跟拍隨車隊採訪人道主義物資援助的發放情況，由280輛卡車的食品供應，包括400噸穀物、100噸糖、62.4噸嬰兒食品、340噸肉類罐頭、30噸鹽、60噸罐裝奶粉，0.8噸茶葉，醫藥（54噸醫療設備和藥品），679.5噸瓶裝飲用水和12300個睡袋，以及由莫斯科地區的莫斯科市民收集的69套不同款式的發電機。烏克蘭政府拒絕俄羅斯的援助並對其表示抗議，美國表示俄羅斯人道主義援助違反國際法，需要烏克蘭政府授權許可同意人道主義車隊才能進入東部，俄羅斯單方面對難民進行援助與救護是違法行為。但當地斷水斷電約300多萬居民的生活受到影響卻又無法得到基輔方面的援助，地方居民早就陷入資源短缺的情況。
在11月俄羅斯向烏東部地區提供逾1400噸人道主義援助物資，包括食品、藥品、急需品，以及為孩子準備的俄羅斯東正教聖誕節禮物。

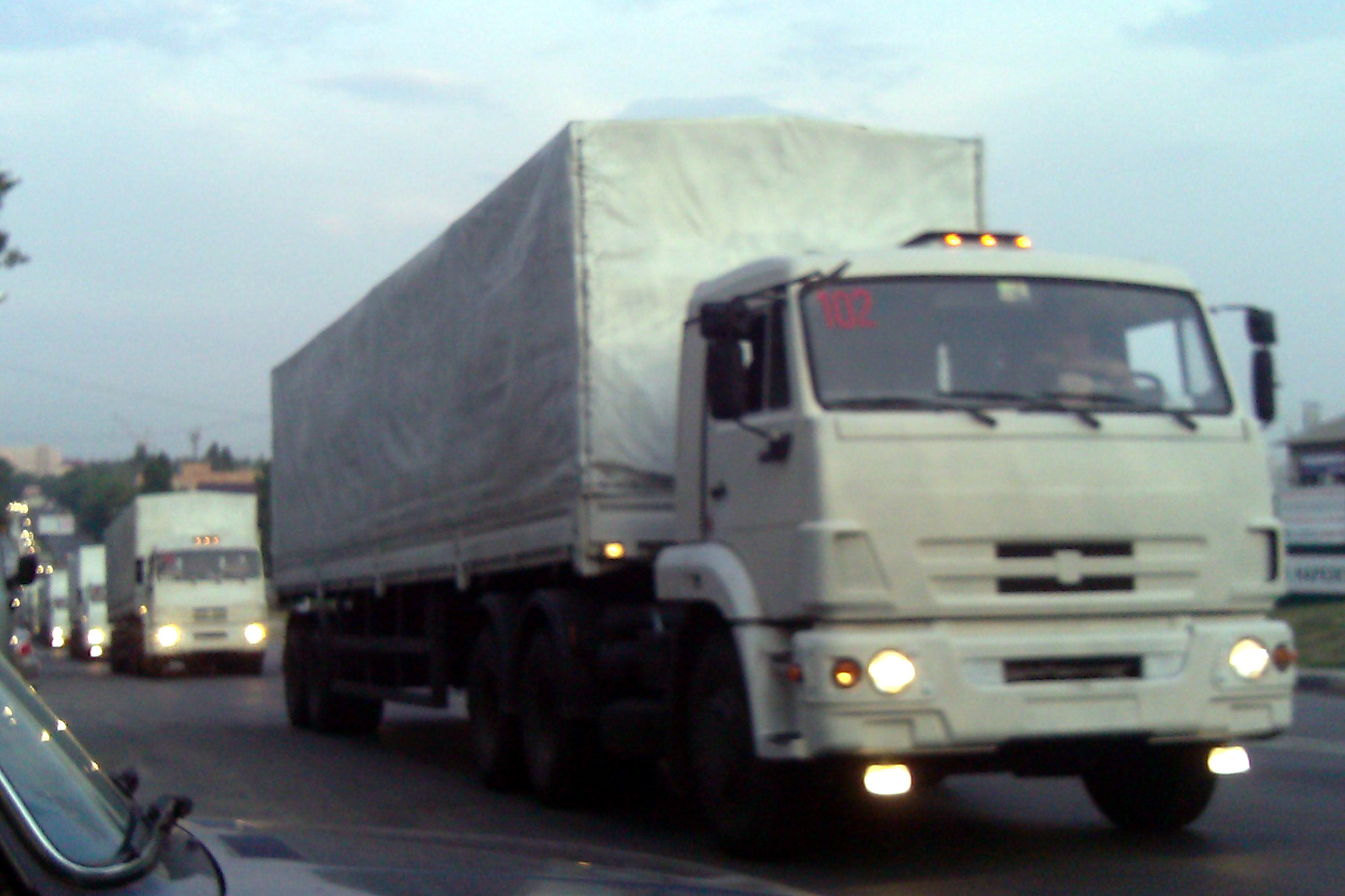
俄羅斯人道主義車隊8月12日

9月30日在大眾頓涅茨克附近的墓地發現了大約400具屍體被扔進匆匆入坑。正在對屍體挖掘，進行DNA檢驗及身體檢查，並送到太平間。歐洲安全與合作組織（OSCE）指該報導為假新聞，理據是俄羅斯媒體報導中引述來自拉脫維亞政壇的「OSCE專家『Einars Graudins』」並非服務於OSCE。
10月1日烏克蘭政府的火炮擊中一所學校和公共公車站，打死11名平民，40多人受傷。
10月3日國際紅十字會的工作人員在頓涅茨克市中心遭政府軍炮擊而死亡。
10月20日烏克蘭軍隊在次使用Точка-У圓點-U彈道導彈攻擊頓涅次克市，此導彈搭載500公斤的彈頭殺傷力較大。並導致化學工廠外洩有毒的物質。
10月21日人權觀察組織指出烏克蘭政府廣泛使用集束炸彈這是一種國際上普遍禁用的違反戰爭法的武器因為會在戰後十多年留下難以清理的子母彈。

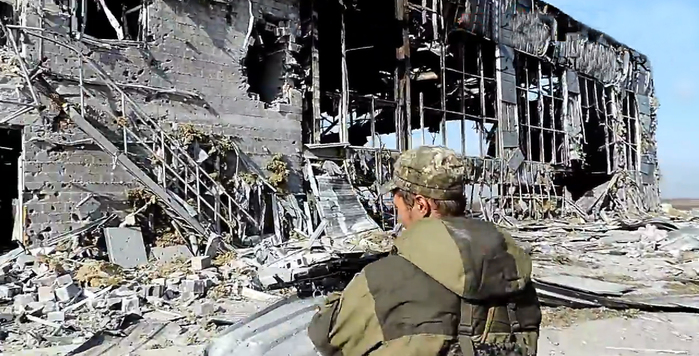
頓涅茨克國際機場2014年10月16日的模樣

10月31日據俄新網報導頓涅茨克人民共和國總理亞歷山大·扎哈爾琴科表示，在烏克蘭強力部門在進軍東部時失蹤了400名婦女，年齡全都在18-25歲之間，在紅軍城附近發現286具婦女屍體很可能遭到強姦後殺害。當時烏軍第聶伯-1營在那裡駐紮。
11月24日俄羅斯向聯合國提交反對英雄納粹主義之議案，共有115個國家投票贊成但美國、加拿大和烏克蘭3個國家投反對票，而歐盟國家在內的55個國家投棄權票。
12月4日在頓涅茨克國際機場打死兩名美軍特種部隊士兵，頓巴斯民兵聲稱有超過100名美軍海豹部隊和CIA人員滲透機場
邁克爾·沃納-從威奇托福爾斯（得克薩斯州），借調「海豹」部隊的人員到到PMC僱傭兵公司«哈里伯頓»。
第二個死亡的美軍人員是他的同事丹頓的安德魯Kostyshin（德克薩斯州）兩個美國情報人員。
隨後美國又開啟新一輪經濟制裁。

### 2015年至今
烏克蘭總理亞采紐克1月8日訪問柏林時發言表示，「俄羅斯正在企圖修改和篡改二戰歷史。」根據亞采紐克的發言：「我們不能忘記二戰是法西斯蘇聯對烏克蘭和德國的侵略戰爭，而目前俄國總統普京正企圖篡改這一歷史。」較早前亦有一些烏克蘭州長和部長級高官公開表示過「希特勒和納粹德國是烏克蘭的解放者」，「蘇聯是挑起二戰的法西斯國家」，「希特勒拯救了烏克蘭」等類似發言。
2015年1月14日，烏軍与頓涅茨克人民共和国武装组织的交火仍然持續，頓涅茨克人民共和国炸毁了顿涅茨克机场的塔台。
1月18日烏克蘭政府軍出動蘇愷-25與蘇愷24轟炸東部城市戈洛夫卡，蘇-24轟炸機在大約5000米的高空投下炸彈，他強調 ，「飛機沒有選擇任何軍事目標，是向市內亂扔炸彈。」民間武裝代表愛德華巴蘇林表示，新一輪的調查顯示，在頓涅茨克機場發現了包括「M16-A5」突擊步槍、手榴彈以及通信手段在內的美製武器。
01月24日民兵在多日遭受烏政府軍炮擊後開始向港城馬里烏波爾發動攻击，馬里烏波爾炮擊事件後大量馬里烏波爾的居民逃往俄羅斯在邊界形成大排長龍。類似的事件還包括烏克蘭公車遇襲事件當時巴士兩側遭到的受損情況顯示很可能誤觸烏軍防步兵地雷，而不是BM-21火箭砲造成的損失，但烏軍一開始就以媒體和輿論稱是民兵所為，俄羅斯而2014年初類似的奧德薩事件導致許多俄羅斯人死亡至今也缺乏調查真相。俄羅斯表示要求對頓巴斯發生的客車遇襲事件進行客觀和不偏不倚的調查。
1月30日烏軍炮擊擊中頓涅刺克的一個文化中心和一輛車造成12名平民喪生。
2月3日美國考慮提供致命性武器援助烏克蘭政府軍，將提供的武器可能包括反坦克、防空和針對迫擊炮的系統。
2月12日在烏克蘭東部，在早晨上班高峰時間迫擊砲彈擊中了公車站。據當地有關部門表示造成至少6名平民死亡。據聯合國估計，在烏克蘭衝突的受害者人數已經超過5300人，而非官方的數字高出10倍。近百萬人的國內難民人數，八十萬烏克蘭人搬到了俄羅斯。

## 傷亡與損失
根據聯合國人權事務高級專員辦事處引述烏克蘭政府公佈的資料，自2014年4月中截至2015年2月15日為止以來，包含軍人和平民有5665人在頓巴斯衝突中遇害，另外有13961人受傷，報告承認這些數字是「非常保守」因為頓巴斯衝突無法得到全面的報導。德國情報部門估計實際在衝突中死亡人數多達到50000人。

## 各界反應

### 烏克蘭
烏克蘭國會決定將俄羅斯界定為侵略國，並將烏克蘭東部的親俄組織認定為恐怖組織。
烏克蘭總理阿爾謝尼·亞采尼克表示俄羅斯不只違反明斯克協議，也違反了國際法和人道的基本凖則。

### 俄羅斯
1月份俄羅斯國官媒评论認為西方「國際主流媒體」卻依然聚焦在只死了12個人的法國查理週刊事件和穆斯林恐怖主義，而忽視在烏克蘭東部的大屠殺和人道主義危機(至少造成5000平民死亡)，而在烏克蘭也有許多俄羅斯記者被殺，這就是宣揚著所謂民主自由平等的西方國家的雙重標準。
1月11日克里米亞檢察官娜塔莉亞在Twitter留言表示：戈爾洛夫卡(東烏城市)被白磷彈的炮擊淹沒了！就是現在！正中居民聚集區。巴黎的那幫小丑們現在在哪裡呢？
2014年12月26日，俄羅斯軍方證實將重新啟用已除役10餘年的核彈列車，預訂於2018年服役，2040年完成建制。核彈列車原本是《第二階段削減戰略武器條約》所禁止的武器，然而俄羅斯於2011年簽署的《新削減戰略武器條約》並未禁止此武器。
俄羅斯政府於2015年1月決定加大核武儲備量，俄羅斯參謀總長格拉西莫夫（Вале́рий Васи́льевич Гера́симов）表示「支持我們的戰略核部隊以確保其軍力壯大，連同……一般部隊的潛在軍力成長，足以確保（美國和北約組織）不會獲得超越我方的軍事優勢。」

### 聯合國
2015年1月18日，聯合國秘書長潘基文對在烏克蘭政府軍於東部城市頓涅茨克為了重新控制機場而向武裝分子發起了猛攻，並導致十多人死亡一事發表聲明，對這一事態表示警惕。他亦強烈呼籲各方遵守《明斯克議定書和諒解備忘錄》中所做的承諾，立即和全面停止行動，並支持所有緩解局勢的努力，以及重啟旨在恢復烏克蘭穩定與領土完整的真正的和平進程。
聯合國主管政治事務的副秘書長費爾特曼（Jeffrey D. Feltman）表示，在烏克蘭東部故意針對平民所發生的火箭彈攻擊違反國際法 ，並且聲稱這些火箭彈是由一個親俄民兵所控制的地區發射的。

### 歐盟
歐盟外長會議於2015年1月30日決定延長對俄羅斯的經濟制裁至2015年9月。

### 美國
2014年12月13日，美國國會通過對支持烏克蘭的法案，該法案允許美國給予烏克蘭武器支持的法案，該法案授權奧巴馬對俄羅斯天然氣工業股份公司和國防產品出口公司等大型公司追加制裁措施；在2015財年劃撥3.5億美元向烏克蘭提供反坦克炮和穿甲彈、反砲兵雷達、無人機和通訊設備，等武器裝備，並授權奧巴馬向烏克蘭提供軍事裝備；給予烏克蘭、格魯吉亞和摩爾多瓦北約之外盟友的地位。俄羅斯外交部表示抗議。 
美國財政部長賈克·盧表示國際制裁已對俄羅斯經濟造成壓力，美國與其盟友可能對俄羅斯繼續實行更嚴厲的制裁。

### 以色列
以色列表示：以色列願成為俄羅斯與烏克蘭的中間人，以色列願幫助促進俄羅斯和烏克蘭關係正常化，並稱以色列的中立路線為斡旋奠定良好基礎。 在2014年俄羅斯在聯合國提案反對英雄化納粹主義的議案中烏克蘭、美國、和加拿大只有3國投了反對票，而以色列、俄羅斯和其他115國投贊成票，以色列並不希望看見烏克蘭的新納粹主義擴散例如班德拉雖然在二次世界大戰中屠殺俄羅斯人但是同時也屠殺猶太人。

### 德國
2015年1月15日，德國總理默克爾表示俄羅斯併吞克里米亞違反國際法，因此不會邀請普京參加七國峰會。2015年1月23日，德國副總理西格瑪爾·加布里爾表示：歐洲需要經濟上強大的俄羅斯。歐洲需要一個緊密聯繫，不僅面向美國，也需要面向俄羅斯。
德國對於烏克蘭事件是否擴大經濟制裁持保留態度，德國在俄羅斯有6200家企業，俄德兩國貿易額超過800億美元德國有30萬的工作崗位和俄羅斯市場相關。
2015年2月2日在白俄羅斯首都明斯克會談，俄羅斯總統普京，德國默克爾，法國奧朗德，烏克蘭波羅申科，各國總統舉行會議，各方正在努力尋找出路在目前在烏克蘭東部的危機形勢下。 

### 法國
2014年12月7日法國總統奧朗德突訪俄，法國和俄羅斯均贊成立即停止流血衝突，找到互相接近的途徑，包括恢復，烏克蘭統一的政治空間普京對會談滿意，法國是烏克蘭危機以來第一個訪問俄羅斯之國家元首。
2015年1月5日，奧朗德說「我們想要的是對烏克蘭領土完整的尊重，要他（普京）不再支持分離主義分子。」，並且表示若目前烏克蘭的局勢有所發展，可能會解除對俄羅斯的制裁。
2015年2月6日法國總統奧朗德和德國總理梅克爾前往俄羅斯莫斯科會談，奧朗德指出應該給予烏克蘭東部地區更多自主權，以及建立非軍事區。 

### 中華人民共和國
中華人民共和國駐聯合國代表劉結一呼籲雙方儘速在烏克蘭東部實現停火 。

### 其他國家
希臘先前反對引進針對俄羅斯的歐盟新制裁，擔心歐盟經濟可能會惡化，加重債務增加人民的經濟負擔。此外，亞歷克西總理齊普拉斯已上任一個半小時後，在雅典會見了俄羅斯大使，以及新政府的成員已多次表達了對莫斯科的同情。但是歐盟於2014年月30日決定延長制裁後，希臘新上台的左派政府一改先前的態度，支持歐盟此項決議。根據今日俄羅斯報導，美國經濟學家保羅·克雷格·羅伯茲對希臘建議：與俄羅斯合作將拯救希臘的經濟和債務被歐盟的施壓，美國政治學家指出，西方反過來要讓新的希臘當局明白自己不會讓步，不要繼續與地中海國家的人民趁火打劫，也警告不要與俄羅斯合作。該報導指出，在當人們得知希臘政府的組成將包括與莫斯科建立關係的那一刻，西方發動了對希臘股指和證券市場的攻擊。因此，在公債殖利率提高2.66點至6.69％，而雅典證券交易所指數下跌了9％，至三年低點。

### 金融機構
因為俄羅斯經濟持續受到國際制裁與油價下跌的影響，標準普爾在2015年1月決定將俄羅斯主權信用評級調至「垃圾級」。